# Zirka Frómeta Castillo
Zirka Frómeta Castillo (Santiago de Cuba, 7 de junio de 1963) es una Gran Maestro Femenino de ajedrez cubana.

## Resultados destacados en competición
Fue tres veces campeona de Cuba femenina de ajedrez en 1981, 1983 y 1987.
Ganó el campeonato individual Panamericano, en San Salvador en 2008.
Dos veces participó en los torneos interzonales clasificatorios para el Campeonato Mundial Femenino de ajedrez, en 1985 en La Habana, acabó en undécimo lugar sobre catorce jugadoras y en 1987 en Tuzla, acabó en décimo séptimo lugar sobre dieciocho jugadoras.
Participó representando a Cuba en las Olimpíadas de ajedrez en seis ocasiones, en 1984, 1986, 1988, 1990, 1994 y 2002, en 1986 en Dubái, alcanzó la medalla de bronce individual al tercer tablero.